# The Fatal Hour
The Fatal Hour é um filme policial norte-americano de 1908 em curta-metragem, escrito e dirigido por D. W. Griffith. O filme marca a estreia da atriz Jeanie MacPherson que mais tarde tornou-se uma das roteiristas de cinema mais conhecidas na época.

## Elenco
- George Gebhardt
- Harry Solter
- Linda Arvidson
- Florence Auer
- Charles Gorman
- D. W. Griffith
- Marion Leonard
- Jeanie MacPherson
- Anthony O'Sullivan
- Mack Sennett